# Laza Lazarević
Pour les articles homonymes, voir Lazarević (homonymie).
Œuvres principales
- Švabica (1876)
- Prvi put s ocem na jutrenje (1879)

Lazar « Laza » K. Lazarević (en serbe cyrillique : Лаза К. Лазаревић ; né le 13 mai 1851 à Šabac et mort le 10 janvier 1891 à Belgrade est un écrivain et un psychiatre serbe. En tant qu'écrivain, il est considéré comme un réaliste. Il a été membre correspondant de l'Académie royale de Serbie.

## Biographie
Lazar "Laza" Lazarević est né à Šabac, dans une famille de commerçants. Son père, Kuzman, était originaire d'Herzégovine et sa mère, Jelka, était la fille d'un orfèvre de Šabac. Son père meurt alors qu'il a neuf ans et sa mère doit prendre en charge tous les enfants de la famille. L'écrivain a toujours gardé le souvenir de cette période difficile et son œuvre traduit un véritable culte de la famille et exalte le sacrifice des intérêts personnels. Laza Lazarević fait ses études élémentaires et quatre années d'études secondaires dans sa ville natale de Šabac. Il termine ses études secondaires à Belgrade et, en 1867, commence des études de droit dans la Haute école de la capitale serbe. Il y devient secrétaire de l'association Fraternité et subit l'influence de Svetozar Marković, une des personnalités socialistes serbes les plus importantes du XIXe siècle. Il manifeste également un grand enthousiasme pour la langue et la littérature russes.
En janvier 1871, l'État serbe lui accorde une bourse pour poursuivre des études de médecine à Berlin. À son retour, il devient médecin à l'Hôpital général de Belgrade et contribue à organiser le système de santé serbe. Lors de la guerre serbo-turque de 1876-1877, il devient médecin militaire. Après la guerre, il reprend son service à l'hôpital de Belgrade et, en 1881, il épouse Polexia, la sœur de son ami Kosta Hristić, avec qui il a eu trois fils, Milorad, Kuzman et Vladan, et une fille Anđelija. Kuzman est mort à un an et Vladan à deux ans. Pendant la guerre serbo-bulgare (1885-1886), il organise l'hôpital de réserve de Niš.
À côté de ses activités médicales, Laza Lazarević pratique l'art littéraire. En dix ans, il écrit neuf récits et il en laisse inachevés huit autres. Au début de 1888, il est élu à l'Académie royale de Serbie, dans le département de littérature et, en février 1889, il devient le médecin personnel du roi Milan Ier. Le 8 juillet 1890, il est récompensé par l'Académie, avec ce compliment : « Il sait tout ».
Laza Lazarević est mort de la tuberculose le 29 décembre 1890, à l'âge de 39 ans. Il est enterré au Nouveau cimetière de Belgrade.

## Œuvres
- Švabica, pièce de théâtre, 1876
- Prvi put s ocem na jutrenje, récit, 1879
- Školska ikona, récit, 1880
- U dobri čas hajduci
- Na bunaru, 1880
- Verter, 1881
- Sve će to narod pozlatiti, récit 1882
- Vetar, 1888
- Na selo
- Tešan
- Vučko, récit
- Pobratim

## Œuvres traduites en français
- Au puits  (trad. Alain Cappon [traductions nouvelles et révisions de traductions anciennes]), Ginkgo éditeur [« Petite Bibliothèque slave »], 2020, 164 p. (ISBN 978-2-84679-457-2).